# Schneeland (Kawabata)
Schneeland (Originaltitel: 雪国, yukiguni) ist eine Erzählung von Yasunari Kawabata. Sie erschien erstmals 1937.

## Inhalt
Der Geschäftsmann Shimamura lebt als Müßiggänger und Theaterliebhaber in Tokio und unternimmt im Winter eine Reise im Zug in einen Kurort im Gebirge. Während der Fahrt im Zug fällt ihm eine junge Frau auf, die sich um einen alten Mann kümmert. Sie heißt Yoko und als er ihr Gesicht betrachtet, das sich im Fenster spiegelt, gerät er in Leidenschaft zu der jungen Frau.
Zur selben Zeit erinnert er sich an eine andere junge Frau, die er vor einigen Jahren in dem Kurort kennengelernt hatte, den er nun zu besuchen gedenkt. Es war eine Frau, die bei einer Shamisenlehrerin wohnte, aber nicht als Geisha arbeitet. Eines Tages wurde sie von ihrer Lehrerin als Vertretung einer Geisha zu Shimamura ins Hotel geschickt.
Als er im Kurort ankommt und sein Zimmer im Hotel bezieht, macht er sich auf die Suche nach ihr. Shimamura erfährt, dass die Shamisenlehrerin an einer schweren Krankheit gestorben ist und die junge Frau in Tokio zur Geisha ausgebildet wurde. Ihr neuer Name ist fortan Komako. Während ihrer Besuche bei Shimamura verliebt sich Komako in ihn und beginnt, ihn zu begehren. Ihr Beruf als Geisha und die neu entfachten Gefühle für Yoko verhindern aber, dass er ihre Liebe erwidert.
Bei einem weiteren Besuch des Städtchens im Herbst erfährt Shimamura, dass sich Yoko ebenfalls in dem Kurort aufhält und dass der alte Mann, Yukio, um den sie sich so liebevoll gekümmert hat, im Sterben liegt. Als Komako vor dessen Tod gebeten wird, ihn zu unterhalten, verweigert sie die Anfrage, da sie sich lieber mit Shimamura treffen will. Nach Yukios Tod bricht in der Unterkunft, die von nun an von Yoko alleine bewohnt wird, Feuer aus. Yoko will sich von einem Sprung vom Balkon retten, erleidet aber schwere Verletzungen. Die Erzählung endet damit, dass Komako und Shimamura herbeieilen und Yoko in den Armen von Komako stirbt, worauf diese ihren Verstand verliert. Shimamura wird von mehreren Männern festgehalten, wodurch ihm schwindelig wird.

## Kritik
„Die Ereignisse als solche sind allerdings so unscheinbar und nebensächlich, daß sich der Autor selbst in seinem Erzählgespinst verhedderte. Was zählt, sind vielschichtig verknüpfte sinnliche Eindrücke, die sich netzartig über verschiedene Zeitebenen verzweigen. Mit psychologischen Deutungen kommt man oft nicht sehr weit, und manch eine Begebenheit bleibt, wie auch der Schluß, rätselhaft. Seine Magie entfaltet der Text in Szenen wie jener, in der Shimamura sein Ohr nah an den Teekessel bringt und in seinem Simmern den Wind durch die Kiefern streichen hört, womit übrigens, nebenbei bemerkt, auf ein berühmtes No-Theaterstück verwiesen wird.“

## Ausgaben
Yasunari Kawabata: Die Tänzerin von Izu, Tausend Kraniche, Schneeland, Kyoto. Aus dem Japanischen von Oscar Benl. Carl Hanser Verlag, München, 1968